# Franciszek Widenka
Franciszek Widenka (ur. w 1884 w Gorzyczkach - ?) – powstaniec śląski.
W latach I wojny światowej służył w armii niemieckiej. Po powrocie do kraju od 1919 członek Polskiej Organizacji Wojskowej Górnego Śląska w Gorzycach. Podczas III powstania śląskiego dowodził 3 baonem 4 pułku strzelców raciborskich. W okresie międzywojennym mieszkał w Brzeziach pod Raciborzem. Należał tam do Związku Powstańców Śląskich powiatu raciborskiego. W 1928 ożenił się z Julianną z domu Kapuścik.